# George Coedès
Georges Cœdès (ur. 10 sierpnia 1886, zm. 2 października 1969) – francuski archeolog i historyk kolonialny zajmujący się badaniem Azji Południowo-Wschodniej. Miał zostać nauczycielem języka niemieckiego, ale jego pasją stał się język khmerski i sanskryt. W 1911 r. jako pracownik Francuskiej Szkoły Dalekiego Wschodu (EFEO) wyjechał do Kambodży. W 1918 r. oddelegowano go do Tajlandii, gdzie został dyrektorem Biblioteki Narodowej. W 1929 roku przeniósł się do Hanoi na stanowisko dyrektora EFEO. W 1946 roku powrócił do Francji, gdzie mieszkał w Paryżu do śmierci w 1969 roku. Napisał dwie przełomowe prace: The Indianized states of Southeast Asia(1968, 1975) i The Making of South East Asia(1966), jak również liczne artykuły, w których rozwinął pojęcie indianizacji.